# Objekt 787
L' Objekt 787 était un véhicule d'appui destiné au combat urbain conçu entre 1995 et 1996 par l'Usine tracteur de Tcheliabinsk. 
Un seul prototype sera construit avant l'abandon du programme, mais l'Objekt 787 peut être considéré comme un des ancêtres du futur BMPT Terminator qui entrera en service dans l'armée russe une dizaine d'années plus tard.

## Historique
La guerre d'Afghanistan (1979-1988) ayant mis en lumière le manque de véhicules adaptés à l'appui de l'infanterie dans les régions montagneuses, l'Union soviétique commence à réfléchir à un engin lourdement blindé et puissamment armé capable de remplir cette fonction. Entre 1985 et 1986, l'Usine de tracteur de Tcheliabinsk commence à travailler à un programme appelé "char de montagne" qui débouche sur la fabrication de deux prototypes appelés Objekt 781 et 782. Les engins sont basés sur un châssis de char T-72B dont la structure et la tourelles sont modifiées pour accueillir un blindage beaucoup plus lourd et un armement constitué de canon de 30mm, de lance-grenades et de missiles antichars. L'Objekt 781 est jugé plus prometteur, mais l'effondrement de l'Union soviétique en 1991 met un terme au développement du projet.
La première guerre de Tchétchénie quelques années plus tard met à nouveau en évidence le manque de véhicules adaptés au combat urbain, si bien que le projet d'un véhicule spécialisé est relancé par l'usine de Tcheliabinsk. Les travaux menés sur fonds propres débouchent sur la production d'un prototype dénommé Objekt 787 en 1996, les essais sur le terrain démarrant l'année suivante. L'Objekt 787 se montre d'emblée satisfaisant et le programme reçoit une intense promotion de la part de plusieurs officiers et décideurs politiques qui souhaitent sa production en série.
Mais de façon inattendue, les institutions chargées de superviser le développement du programme se montrent mécontentes de cette publicité sur un projet militaire aussi important. Une enquête diligentée par les autorités russes amène à un remaniement complet de l'organigramme de l'usine de Tcheliabinsk avant que le projet Objekt 787 ne soit purement et simplement annulé.
Le seul exemplaire de l'Objekt 787 est exposé au musée des blindés de Koubinka,.

## Caractéristiques techniques
L'Objekt 787 était basé sur le châssis du char T-72AV dont il conserve le blindage réactif Kontact-1 sur le glacis, les flancs ainsi qu'une partie de la tourelle. Le moteur d'origine du char, un diesel  V-46-6 développant 780 chevaux et couplé à une boîte de vitesses mécanique, était également repris, si bien que la base mécanique de l'Objekt 787 ne différait pas réellement de celle du char sur lequel il était basé. Son agencement intérieur était également similaire avec un équipage de trois hommes comprenant le chef de véhicule, le conducteur et le tireur. 
En revanche, seule la base de la tourelle du T-72AV était conservée pour servir de support aux nouveaux armements, le canon d'origine de 125 millimètres étant démonté et son embrasure scellée. Deux grandes caisses de part et d'autre de la tourelle accueillaient les nouveaux modules d'armements. Chaque module était doté d'un canon automatique 2А72 de 30 millimètres doté d'une cadence de tir de 300 à 350 coups par minute et d'une portée de 4.000 mètres maximum. L’approvisionnement des canons était assuré par une caisse fixée à l'arrière de la tourelle. Leur débattement était de +60° et leur dépression de -8°, ce qui permettait au véhicule d'engager facilement des cibles situées dans des immeubles. Il avait également été envisagé de coupler chaque canon à une mitrailleuse PKT et d'installer une mitrailleuse lourde NSV à l'arrière de la tourelle, mais cela ne sera jamais réalisé. La puissance de feu de l'Objekt 787 était complétée par deux paniers lanceurs de roquettes non-guidées S8. Ces munitions ont une portée maximale théorique de deux kilomètres et peuvent être dotées de différents types de charges explosives (fragmentation, hautement explosives, perforantes...), même si l'on ne possède aucun détail sur ce qui était prévu. Contrairement à une légende, les deux modules d'armements n'avaient pas la possibilité d'engager chacun une cible différente et ne pouvaient pas être pointés séparément. L'Objekt 787 était doté de quatre systèmes optiques différents comprenant l'optique principale, celle destinée au chef de véhicule, une optique de vision nocturne et une optique antiaérienne. 

## Culture populaire
L'Objekt 787 apparaît dans le jeu vidéo Armored Warfare. 